# Sphaerionotus vittatus
Sphaerionotus vittatus är en tvåvingeart som beskrevs av Edwards 1933. Sphaerionotus vittatus ingår i släktet Sphaerionotus och familjen storharkrankar. Inga underarter finns listade i Catalogue of Life.